# Florian Hackspiel

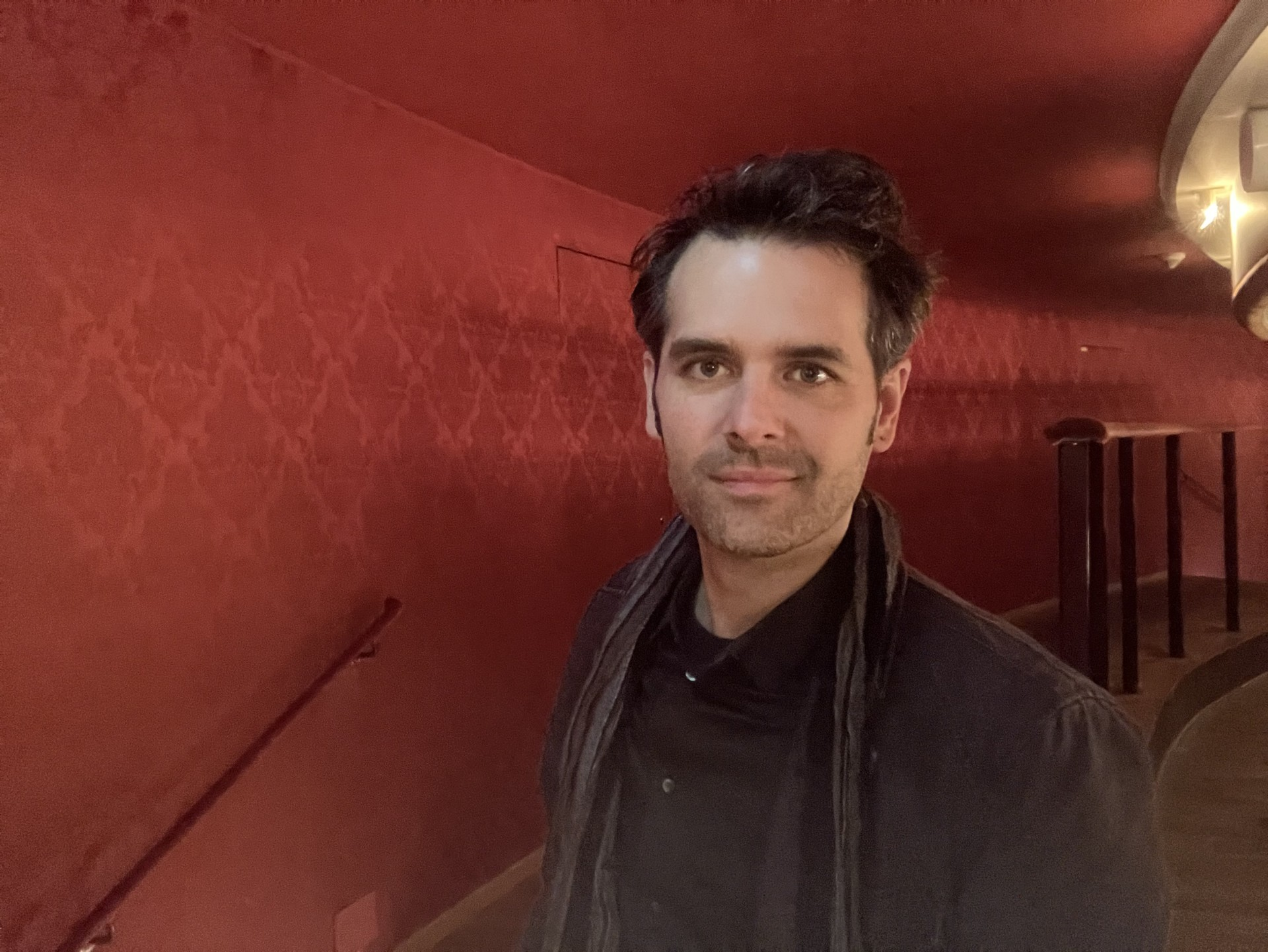
Florian Hackspiel (2024)

Florian Hackspiel (* 20. Jänner 1983 in Innsbruck) ist ein österreichischer Theaterregisseur und Schauspieler.

## Studium und Weiterbildung
Bereits als Oberschüler leitete Florian Hackspiel die Statisterie am Tiroler Landestheater Innsbruck. Nach der Matura am Musikgymnasium Innsbruck (2002) studierte Hackspiel ein Jahr lang Musikwissenschaften an der Universität Innsbruck und wechselte dann zum Studiengang Schauspiel an der Universität für Musik und darstellende Kunst Graz. 2007 schloss er dort das Studium mit dem akademischen Grad des Magister ab.
Neben dem Studium gründete er 2002 eine Theatergruppe. Von 2003 bis 2005 war er nebenberuflich Redakteur der Literaturzeitschrift Cognac & Biskotten und arbeitete als Regisseur und Schauspieler.

## Berufliche Tätigkeiten (Auswahl)

### Regie
Die Regiearbeiten von Florian Hackspiel umfassen solche für das Theater (Schauspiel und Musiktheater) und Filme.
| Jahr | Stück                                       | Bühne/Ensemble/Format                          | Ort                             |
| ---- | ------------------------------------------- | ---------------------------------------------- | ------------------------------- |
| 2025 | Der Barbier von Sevilla                     | Pasinger Fabrik                                | München                         |
| 2025 | Doktor Mirakel                              | Staatstheater am Gärtnerplatz                  | München                         |
| 2024 | Bel Canto Me                                | Werk 7                                         | München                         |
| 2023 | Figaros Hochzeit                            | Theater Nordhausen/Loh-Orchester Sondershausen | Nordhausen                      |
| 2023 | Wolken.Grat                                 | Film und Musiktheater                          | Innsbruck                       |
| 2023 | Friederike                                  | Staatstheater am Gärtnerplatz                  | München                         |
| 2022 | Bruder Jakob                                | Theater unterm Dach Brux                       | Berlin Innsbruck                |
| 2021 | Glückliche Tage                             | Kaleidoskop-Theater                            | Bettemburg (Luxemburg)          |
| 2021 | Fidelio                                     | Opernbühne Württembergisches Allgäu            | Wangen im Allgäu und Weingarten |
| 2021 | Nur Wut!                                    | Theater Melone Agora Theater                   | Innsbruck Sankt Vith (Belgien)  |
| 2021 | Die Erschöpfung der Welt                    | Zeitmaultheater                                | Bochum                          |
| 2019 | Die unsichtbare Hand                        | Schauspielhaus Salzburg                        | Salzburg                        |
| 2017 | Make your heart beat again                  | Theater Melone                                 | Innsbruck                       |
| 2016 | Carmen                                      | Oper am See                                    | Überlingen                      |
| 2016 | Funnyhills – Das Dorf an der Grenze         | Theater Melone                                 | Innsbruck                       |
| 2015 | Der Liebesbeweis                            | Mathilde Westend                               | München                         |
| 2015 | Viva la Diva                                | Oper am See                                    | Markdorf und Überlingen         |
| 2014 | Zwerg Nase                                  | Dschungel Wien                                 | Wien                            |
| 2012 | Das Lächeln der Weltmeere                   | Theater Melone                                 | Innsbruck                       |
| 2010 | Das wundervolle Zwischending                | Theater Melone                                 | Innsbruck                       |
| 2009 | Erklär mir Liebe – Das Stück zur Anti-Krise | Theater Melone                                 | Innsbruck                       |
| 2008 | Die Geschichte von den Pandabären           | Theater Melone Ensemble Theater Wien           | Innsbruck Wien                  |
| 2007 | Systemhäschen                               | Theater am Lend Theater Melone                 | Graz Innsbruck                  |
| 2005 | Menschenzoo                                 | Treibhaus                                      | Innsbruck                       |
| 2004 | Die heilige Johanna der Zierfische          | Treibhaus                                      | Innsbruck                       |
| 2003 | Übergewicht, unwichtig: unform              | Kammerspiele Innsbruck                         | Innsbruck                       |

### Schauspieler
Als Schauspieler trat Hackspiel in Leinwand- und Fernsehfilmen sowie im Sprech- und Musiktheater auf.
| Jahr      | Stück                                   | Rolle                                      | Bühne/Ensemble/Format                          | Ort              |
| --------- | --------------------------------------- | ------------------------------------------ | ---------------------------------------------- | ---------------- |
| 2024      | Die lustigen Weiber von Windsor         | Kellner                                    | Staatstheater am Gärtnerplatz                  | München          |
| 2023      | Dankbarkeiten                           | Jerome                                     | Mathilde Westend                               | München          |
| 2022      | Noah, der beinahe letzte Biber          | Noah                                       | Tonkünstler-Orchester Niederösterreich         |                  |
| 2022      | Così fan tutte                          | Mozart                                     | Theater Nordhausen/Loh-Orchester Sondershausen | Nordhausen       |
| 2022      | Der Schneemann                          | Pierrot                                    | Isarphilharmonie                               | München          |
| 2019      | Kabale und Liebe                        | Wurm                                       | Kaleidoskop-Theater                            | Luxemburg        |
| 2018      | Pinocchio                               | Pinocchio                                  | Philharmonie Luxembourg                        | Luxemburg        |
| 2018      | Volpone                                 | Corvino                                    | Festspiele Wangen                              | Wangen im Allgäu |
| 2017      | Zum Mond und zurück                     | Nostradamus                                | Philharmonie Berlin                            | Berlin           |
| 2017      | Willkommen                              | Jonas                                      | Das Theater an der Effingerstrasse             | Bern             |
| 2017      | Alma                                    | Almaniac                                   | Alma KG                                        | Wiener Neustadt  |
| 2016      | Der Zauberer von Oz                     | Zauberer von Oz                            | Wuppertaler Bühnen                             | Wuppertal        |
| 2015      | Gefährliche Liebschaften                | Nebenrollen                                | Staatstheater am Gärtnerplatz                  | München          |
| 2015      | Romeo und Julia                         | Tybalt, Paris                              | Schloss Nymphenburg                            | München          |
| 2014      | San Ignacio! Eine Dschungeloper         | Bote                                       | Schlüterwerke                                  | Wien             |
| 2013–2018 | Der Weg zum Glück                       | Solostück                                  | Theater Melone                                 | Innsbruck        |
| 2013      | Wagnerdämmerung                         | Ludwig II                                  | k. u. k. Post und Telegraphenamt               | Wien             |
| 2013      | Der kaukasische Kreidekreis             | Holzapfel, Soldat, Marco, Panzerreiter     | Tiroler Landestheater Innsbruck                | Innsbruck        |
| 2013      | Wolf                                    | Wolf                                       | Dschungel Wien                                 | Wien             |
| 2012      | Die Entführung aus dem Serail           | Bassa Selim                                | Schlossfestspiele Sondershausen                | Sondershausen    |
| 2012      | Baal & Ensemble                         | Brechtfestival                             | Augsburg                                       |                  |
| 2012      | K2 – Der Schicksalsberg                 | Enrico Abram                               | Zweiteiler im ZDF                              |                  |
| 2011      | Der eingebildete Kranke                 | Cleante                                    | Schloss-Spiele Kobersdorf                      | Kobersdorf       |
| 2010      | Aktenzeichen XY … ungelöst              | Hauptrolle einer filmischen Rekonstruktion | Fernsehserie                                   |                  |
| 2010      | Die Glasmenagerie                       | Tom Wingfield                              | Staatstheater Innsbruck                        | Innsbruck        |
| 2010      | Medea                                   | Jason                                      | Junges Schauspiel Ensemble München             | München          |
| 2009      | Viele gute Dinge kommen aus Reykjavik!  | Frederik                                   | Theater Drachengasse                           | Wien             |
| 2008      | Der Bergdoktor                          | Tagesrolle                                 | Fernsehserie                                   |                  |
| 2008      | Jim Knopf und Lukas der Lokomotivführer | Jim Knopf                                  | Landestheater Linz                             | Linz             |
| 2007      | Sissi                                   | Böckl, Mörder                              | Schauspielhaus Graz                            | Graz             |
| 2006      | Sieben Türen                            | Das Nichts, Der Verkäufer                  | Schauspielhaus Graz                            | Graz             |

### Autor
Hackspiel verfasste für die Bühne eigene Stücke. Dazu zählen Systemhäschen, Erklär mir Liebe – das Stück zur Anti-Krise, Make your heart beat again und Nur Wut!.

### Leitungstätigkeiten
Von 2003 bis 2022 leitete er das Theater Melone in Innsbruck. Für 2019 übernahm er die künstlerische Leitung des Sommertheaters Überlingen. Das Staatstheater am Gärtnerplatz (München) verpflichtete ihn 2022 als Spielleiter.

## Auszeichnungen
2006 erhielt er den mit 9000 Euro dotierten Arthur-Haidl-Preis der Stadt Innsbruck.